# Bơi nghệ thuật tại Thế vận hội Mùa hè 2016
Bơi nghệ thuật tại Thế vận hội Mùa hè 2016 ở Rio de Janeiro diễn ra từ ngày 15 tới 20 tháng Tám tại Trung tâm thể thao dưới nước Maria Lenk. Có tổng cộng 104 vận động viên tranh hai bộ huy chương là đôi nữ và đồng đội nữ.

## Vòng loại
Đối với nội dung đồng đội, NOC có thứ hạng cao nhất ở năm giải vô địch, với ngoại lệ là chủ nhà Brasil sẽ đại diện cho Liên châu Mỹ, được đảm bảo suất tham dự, trong khi đó các NOC còn lại sẽ tranh ba vị trí cao nhất tại Vòng loại Olympic. Đối với nội dung đơn, NOC đã giành được quyền tham dự ở nội dung đồng đội sẽ có một suất, 11 suất còn lại là các NOC có vị trí cao sẽ được chọn ở Vòng loại Olympic. Tám NOC đã giành được quyền tham dự nội dung đồng đội phải tự lựa chọn hai vận động viên để tạo đôi thi đấu.

## Tham dự

### Quốc gia tham dự
- Argentina (2)
- Úc (9)
- Áo (2)
- Brasil (9)
- Canada (2)
- Trung Quốc (9)
- Colombia (2)
- Cộng hòa Séc (2)
- Ai Cập (9)
- Pháp (2)
- Anh Quốc (2)
- Hy Lạp (2)
- Israel (2)
- Ý (9)
- Nhật Bản (9)
- Kazakhstan (2)
- México (2)
- Nga (9)
- Slovakia (2)
- Tây Ban Nha (2)
- Thụy Sĩ (2)
- Hoa Kỳ (2)
- Ukraina (9)

## Huy chương
| Nội dung | Vàng | Bạc | Đồng |
| -------- | --- | --- | --- |
| Đôi      | Natalia Ishchenko · Svetlana Romashina · Nga | Hoàng Huệ Trân · Tôn Văn Yên · Trung Quốc                                                                              | Inui Yukiko · Mitsui Risako · Nhật Bản |
| Đồng đội | Aleksandra Patskevich · Alla Shishkina · Elena Prokofyeva · Gelena Topilina · Maria Shurochkina · Natalia Ishchenko · Svetlana Kolesnichenko · Svetlana Romashina · Vlada Chigireva · Nga | Ân Thành Tân · Cố Tiểu · Đường Mộng Ni · Lương Tâm Bồng · Lý Tiểu Lộ · Quách Lệ · Tăng Thẩm · Tôn Văn Yên · Trung Quốc | Hakoyama Aika · Hayashi Aiko · Inui Yukiko · Marumo Kei · Mitsui Risako · Nakamura Mai · Nakanami Kanami · Omata Kano · Yoshida Kurumi · Nhật Bản |

### Bảng xếp hạng huy chương
| 1    | Nga        | 2 | 0 | 0 | 2 |
| 2    | Trung Quốc | 0 | 2 | 0 | 2 |
| 3    | Nhật Bản   | 0 | 0 | 2 | 2 |
| Tổng | Tổng       | 2 | 2 | 2 | 6 |